# Eurotower

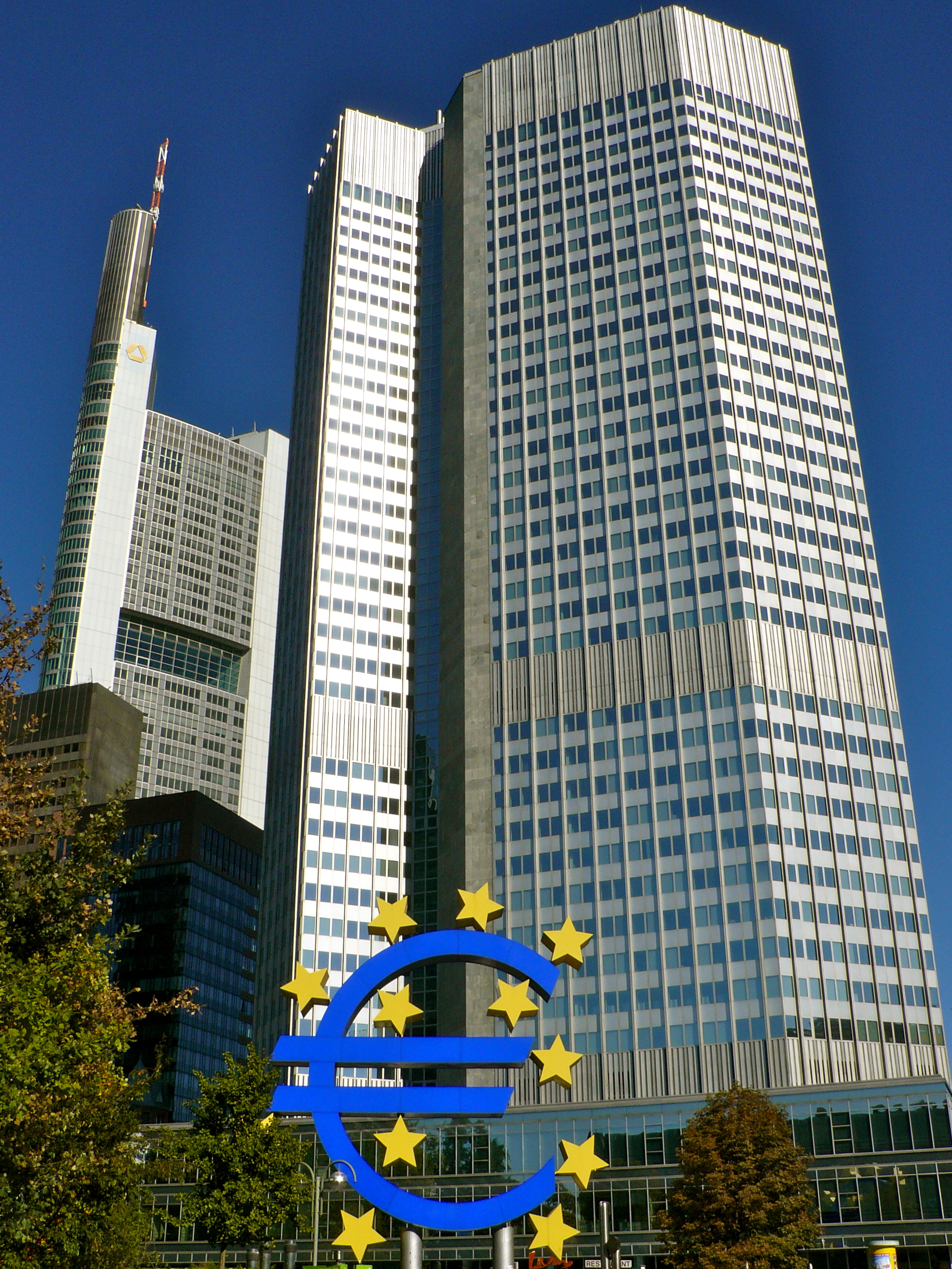
Eurotower

Eurotower é um arranha-céu de 40 andares e 148 metros de altura, localizado no distrito Innenstadt de Frankfurt, na Alemanha. O prédio serve como a sede do Banco Central Europeu (BCE), que ocupa a maior parte de seus 78 mil metros quadrados de espaço de escritório.
A torre foi projetada pelo arquiteto Richard Heil e foi construída entre 1971 e 1977. O primeiro inquilino principal foi o Bank für Gemeinwirtschaft. O edifício foi usado mais tarde pelo Instituto Monetário Europeu, que foi o precursor do Banco Central Europeu, que criado em 1998.
O edifício está localizado na Willy-Brandt-Platz, no distrito central de negócios de Frankfurt, o Bankenviertel, ao lado da Casa de Ópera de Frankfurt. Há um Centro de Informação do BCE no primeiro andar aberto ao público e um clube/restaurante chamado Living XXL no porão do edifício. Ao lado do prédio, há uma estação de U-Bahn de metro e uma estação de VLT.
Devido ao espaço limitado da Eurotower, os funcionários do BCE também são distribuídos entre dois outros arranha-céus no Bankenviertel, o Eurotheum e o Neue Mainzer Straße 32-36. O BCE está atualmente a construir uma nova sede, na parte oriental de Frankfurt, para reunir todo os funcionários em um só lugar. A construção da nova torre começou em 2008, com uma data de conclusão para 2014.